# 李知姫
李 知姫（イ・ジヒ、ハングル：이 지희、英語：Ji-hee Lee、1979年2月12日 - ）は、大韓民国ソウル特別市出身の女子プロゴルファーである。所属は眞露ジャパンを経て、フリー。

## 来歴
12歳からゴルフを始める。
1998年8月に韓国女子プロゴルフ協会（KLPGA）に入会しプロ転向。
2000年に日本女子プロゴルフ協会（JLPGA）最終プロテストに進出し合格、JLPGA72期生となる。
2001年「第20回記念大王製紙エリエールレディスオープン」でJLPGAツアー初優勝。同年年間獲得賞金ランキング（賞金ランク）10位となり自身初のシード入りを果たす。
2003年は4勝をあげ、賞金ランクで自己最高位となる2位に入る。
2005年1勝、2006年3勝。
2008年は5月の「中京テレビ・ブリヂストンレディスオープン」で優勝した後、10月の「日本女子オープンゴルフ選手権競技」JLPGAツアー公式戦初優勝を果たす。同年賞金ランクで自己最高位タイの2位。
2009年1勝、2010年1勝。
2011年は2勝で賞金ランクで自己最高位タイの2位。
2012年1月2日付女子ゴルフ世界ランキングで自身最高位となる15位となる。同年2勝。
2015年2勝。
2016年は4月の「ヤマハレディースオープン葛城」で優勝した後、9月の「ミヤギテレビ杯ダンロップ女子オープンゴルフトーナメント」では申ジエとのプレーオフを制し優勝。この優勝により不動裕理、横峯さくらに次ぐ史上3人目、外国人選手としては初の生涯獲得賞金10億円を達成した。
2017年、50回の記念大会となった「日本女子プロゴルフ選手権大会コニカミノルタ杯」でJLPGAツアー公式戦2勝目。
2018年は優勝はなかったが、賞金ランク19位となり2001年から18年連続で賞金シード入りを達成。複数年シードや永久シードを除いた賞金シードのみの記録として、不動裕理、服部道子、肥後かおりの17年連続を更新するJLPGAツアー記録となった。
40歳となった2019年は「KKT杯バンテリンレディスオープン」で2シーズン振りの優勝を果たす。最終的に賞金ランク29位となり、自身の記録を更新する19年連続で賞金シード入りを達成した。

## 優勝記録
太字は公式戦
- 2001年
  - 第20回記念大王製紙エリエールレディスオープン
- 2003年
  - プロミスレディスゴルフトーナメント
  - 再春館レディース・火の国オープン
  - We Love KOBE サントリーレディスオープンゴルフ
  - SANKYOレディースオープン
- 2005年
  - SANKYOレディースオープン
- 2006年
  - スタジオアリス女子オープン
  - ヴァーナルレディース
  - 中京テレビ・ブリヂストンレディスオープン
- 2008年
  - 中京テレビ・ブリヂストンレディスオープン
  - 日本女子オープンゴルフ選手権競技
- 2009年
  - ライフカードレディスゴルフトーナメント
- 2010年
  - NEC軽井沢72ゴルフトーナメント
- 2011年
  - ニチレイレディス
  - 大王製紙エリエールレディスオープン
- 2012年
  - Tポイントレディスゴルフトーナメント
  - 中京テレビ・ブリヂストンレディスオープン
- 2015年
  - ヨコハマタイヤゴルフトーナメント PRGRレディスカップ
  - マスターズGCレディース
- 2016年
  - ヤマハレディースオープン葛城
  - ミヤギテレビ杯ダンロップ女子オープンゴルフトーナメント
- 2017年
  - 日本女子プロゴルフ選手権大会コニカミノルタ杯
- 2019年
  - KKT杯バンテリンレディスオープン

## 不祥事

### 脱税事件
李が日本で得た所得について、大阪国税局の税務調査で、2013年までの5年間で約3億円の申告漏れを指摘されていたことが、2015年12月に各新聞などで報じられた。李は、来日後に日本国内で得た所得を本国である韓国で税務申告していたが、ツアー参戦などで約9か月日本にいることもあり、日本での居住者に当たると税務当局から判断された。